# Margot Friedländer Preis

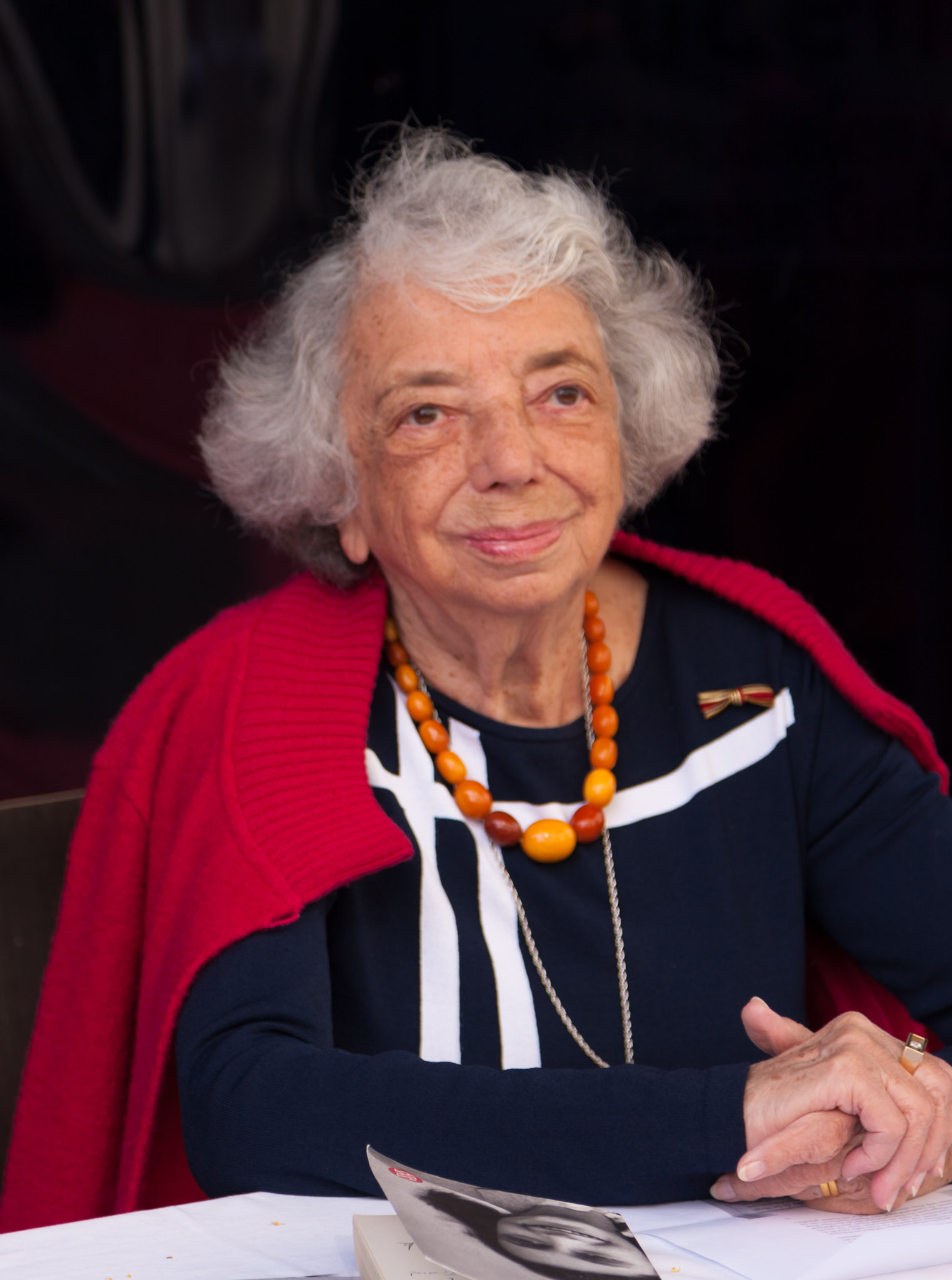
Margot Friedländer 2012, Namensgeberin des Preises

Der Margot Friedländer Preis ist ein nach der Holocaust-Überlebenden und Zeitzeugin Margot Friedländer benannter Preis, der Menschen für ihren Einsatz mit Aktionen und Initiativen für Toleranz und Menschlichkeit und gegen Antisemitismus oder Demokratiefeindlichkeit auszeichnet.

## Geschichte und Ziel
Der Margot Friedländer Preis ist nach der Holocaust-Überlebenden und Zeitzeugin Margot Friedländer benannt. Er wurde 2014 ins Leben gerufen und von 2015 bis 2023 von der Schwarzkopf-Stiftung Junges Europa gemeinsam mit Margot Friedländer verliehen. Der Preis wurde mit dem Ziel geschaffen, „junge Menschen dabei zu unterstützen, sich gegen heutige Formen von Antisemitismus, Rassismus, Antiziganismus sowie Ausgrenzung und für eine pluralistische Migrationsgesellschaft“ einzusetzen. Dabei setzten sich die Jugendlichen besonders mit interaktiven Projekten mit dem Holocaust, seiner Zeugenschaft, Überlieferung und historischen Kontinuitätslinien aus. Die Schwarzkopf-Stiftung finanzierte das Preisgeld und begleitete die ausgezeichneten Projektideen. Von 2018 bis 2023 sprach eine „Junge Jury“ eine „Empfehlung für besonders jugendgerechte Projekte“ aus.
Seit 2024 übernimmt die Margot Friedländer Stiftung die Verleihung, womit einige konzeptionelle Änderungen vorgenommen wurden, um weitere Teile der Gesellschaft zu erreichen.

## Preisträger

### 2015
- App-Projekt der Staatlichen Ballettschule und Schule für Artistik in Berlin.

### 2016
- Projekt „Archiv-AG“ von Schülern des Hermann-Ehlers-Gymnasiums in Berlin
- HipHop-Projekt „Human Family“ des Georg-Büchner-Gymnasiums in Berlin
- Projekt „Denk-mal an jüdische Bürger“ der Löcknitz-Grundschule in Berlin-Schöneberg

### 2017
- Projekt „Moving Sculptures“ von Schülern der Carl-Bosch-Oberschule in Berlin
- Projekt „Sog nit kejnmol“ von Schülern des Gottfried-Keller-Gymnasiums in Berlin

### 2018
- App-Projekt „Nur gemeinsam geht Erinnern-Begegnen-Respektieren“ der Joseph-Carlebach-Stadtteilschule in Hamburg
- Forschungsprojekt „Die Sinti in Braunschweig, gestern, heute und morgen“ der Nibelungen-Realschule in Braunschweig
- Themenheft der Schülerzeitung „NEVER AGAIN! – Nie wieder!“ der Oberschule „An der Mulde“ in Rochlitz

### 2019
- Stelen-Projekt „Wege der Erinnerung in der Gemeinde Nohfelden“ der Stolperstein-AG der Gemeinschaftsschule in Nohfelden
- Projekt „Steine ins Rollen bringen“ der Martin-Buber-Schule in Gießen
- Ausstellungsprojekt „Vertreibungen ins Exil - Hintergründe zur ersten Ausbürgerungsliste der Nationalsozialisten vom August 1933“ der Heinrich-Böll-Schule in Hattersheim

### 2020
- Projekt „Wege der Erinnerung – Spuren jüdischen Lebens in Köthen“ der Freien Schule Anhalt in Köthen
- Projekt „Bilderbücher gegen das Vergessen“ der Elly-Heuss-Knapp-Realschule in Köln
- Projekt „Erinnern an die 500 inhaftierten jüdischen Frauen des KZ Außenlagers Neugraben“ des Gymnasium Süderelbes in Hamburg
- Projekt „Der gestrandete Zug – Schicksale, an die erinnert werden soll“ des Kurfürst-Joachim-Friedrich-Gymnasiums in Wolmirstedt (Anerkennungspreis)

### 2021
- „Unvergessen-Podcast“ des Johann-Conrad-Schlaun Berufskolleg in Warburg
- Projekt „Spuren im Stadtbild – Verfolgung und Enteignung jüdischer Leipziger*innen“ der Humboldtschule in Leipzig
- Projekt „Tagebuch der Gefühle“ der SBH-Südost GmbH in Halle (Saale)

### 2022
- Projekt „Jüdisches Leben in Höchst im Odenwald: Bewusstsein schaffen – dauerhaft und zeitgemäß“ der Ernst-Göbel-Schule aus Höchst im Odenwald
- Stadtrundgang „Zur Erforschung jüdischer Lebenswelten zwischen Emanzipation, Verfolgung und Wiederbelebung nach dem Zweiten Weltkrieg“ des Regionalen Berufsbildungszentrum Wirtschaft in Kiel
- Dokumentarfilm „Eine Klasse – viele Schicksale. Jugend im Nationalsozialismus“ des Franz-Ludwig-Gymnasium in Bamberg
- Projekt „Von Mäusen und Katzen – Antisemitismus in und um Waldbröl“ der Gesamtschule in Waldbröl (Ralph-Bendheim-Preis)

### 2023
- Projekt „Geschichte vor unserer Haustür“ des Ratsgymnasiums Bielefeld
- Projekt „Was gehen mich die Juden an? Ich hab‘ genug mit mir zu tun“ der Regionalen Schule mit Grundschule Käthe Kollwitz in Rehna

- Projekt „Entwicklung eines Mahnmals – die Kinder vom Bullenhuser Damm“ der Vielfalt-AG der Brecht-Schule Hamburg
- „Kunst, Literatur und Antisemitismus – Der Ästhetikbegriff im Nationalsozialismus in Kunst und Literatur im Spiegel von entarteter Kunst und oppositioneller literarischen Strömungen der Zeit“ des Herwig-Blankertz-Berufskolleg in Recklinghausen (Ralf-Bendheim-Preis)

### 2024
Zur Jury gehörten Juryvorsitzende Elke Büdenbender (Frau des Schirmherren der Margot Friedländer Stiftung und Bundespräsidenten Frank-Walter Steinmeier), Joe Chialo (Berliner Senator für Kultur und Gesellschaftlichen Zusammenhalt), Arne Friedrich (Fußballnationalspieler und -trainer sowie Stifter), Anahita Thoms (Rechtsanwältin), Gonca Türkeli-Dehnert (Staatssekretärin im Ministerium für Kultur und Wissenschaft des Landes Nordrhein-Westfalen), Heike Maria von Joest (Unternehmerin) und Natalia Wörner (Schauspielerin).
- apropolis e. V. begeistert junge Menschen von Werten der freiheitlichen Demokratie zu begeistern. Der Verein motiviert sie, durch innovative Workshops zu aktiven, informierten und engagierten Bürgerinnen und Bürger zu werden. Die jungen Menschen erleben die Bedeutung von Respekt zwischen Menschen und Verständnis für verschiedene Perspektiven.
- Zweitzeugen e. V. hält die Erinnerung an den Holocaust lebendig und befähigt junge Menschen, aktive Träger einer engagierten Erinnerungskultur zu sein und sich aktiv gegen Antisemitismus und weitere Diskriminierungen in der Gegenwart einzusetzen.
- Barrierefrei erinnern – Das Zentrum für Thüringen des Landesverbandes der Lebenshilfe Thüringen und der Lebenshilfe Erfurt erhielt den Preis für seine engagierte Aufklärung über die Zeit des Nationalsozialismus in einfacher und leichter Sprache – von und für Menschen mit Behinderungen und darüber hinaus.
- Hèdi Bouden wurde für sein außergewöhnliches Engagement in der Antisemitismusprävention geehrt. Der in Hamburg tätige Lehrer setzt sich seit 2018 in zahlreichen Begegnungsreisen, Theater- und Ausstellungsprojekten mit Schülern aus Hamburg und Israel für Dialog, Hoffnung und Toleranz ein. (Margot Friedländer Persönlichkeitspreis)
- Die Interessensgemeinschaft Friedenstaube am Otto Nagel Gymnasium Berlin-Marzahn sorgt mit Workshops, Exkursionen zu Holocaust-Gedenkstätten und Veranstaltungen für den Zusammenhalt in der Schulgemeinschaft und fördert bewertungsneutrale Begegnungen. (Margot Friedländer Schulpreis)
- Die Schülerzeitung „josefine“ ist eine Arbeitsgemeinschaft an der Mädchenreal-schule St. Josef in Hanau, die seit 7 Jahren mit einer wechselnden Gruppe von Schülerinnen der 7. bis 10. Klasse Zeitzeugeninterviews durchführt, Veranstaltungen und Ausstellungen zum Holocaust organisiert und eine eigene Website und App auf den Weg gebracht hat. (Margot Friedländer Schulpreis)